# Igor Alexandrowitsch Magogin
Igor Alexandrowitsch Magogin (russisch Игорь Александрович Магогин; * 16. September 1981 in Swerdlowsk, Russische SFSR) ist ein russischer Eishockeyspieler, der zuletzt bei Sewerstal Tscherepowez in der Kontinentalen Hockey-Liga unter Vertrag stand.

## Karriere
Igor Magogin begann seine Karriere als Eishockeyspieler bei Gasowik Tjumen, für dessen Profimannschaft er von 2000 bis 2004 in der Wysschaja Liga, der zweiten russischen Spielklasse, aktiv war. Anschließend verbrachte der Angreifer drei Jahre lang bei dessen Ligarivalen Sputnik Nischni Tagil. Von 2007 bis 2009 spielte er in seiner Heimatstadt für Awtomobilist Jekaterinburg in der Wysschaja Liga. 

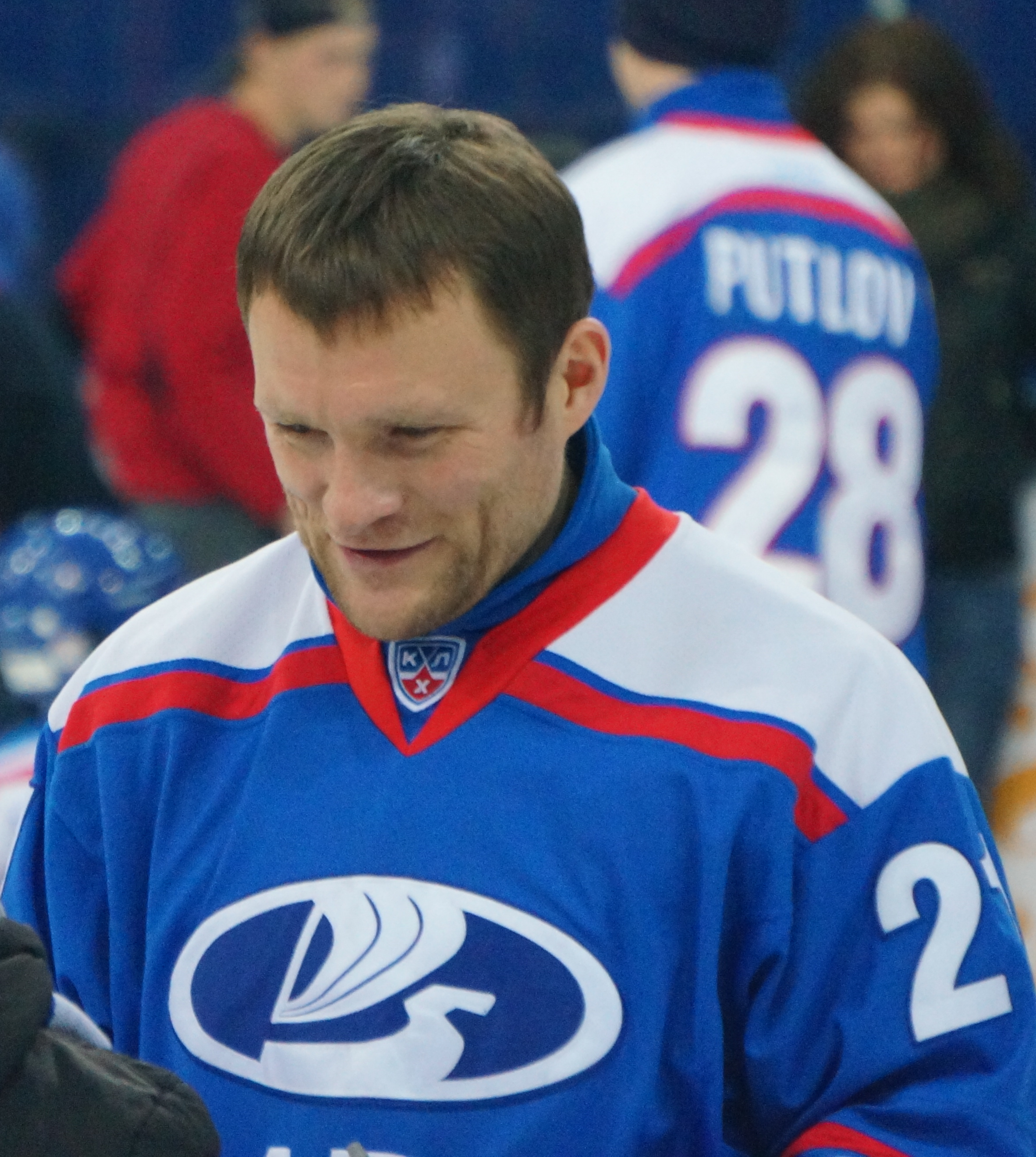
Igor Magogin im Trikot des HK Lada Toljatti

Seit Awtomobilist zur Saison 2009/10 in die ein Jahr zuvor gegründete Kontinentale Hockey-Liga aufgenommen worden war, steht Magogin für den Verein in der KHL auf dem Eis. In der Saison 2010/11 kam er parallel zudem zu 12 Einsätzen für seinen Ex-Klub Sputnik Nischni Tagil in der neuen zweiten Spielklasse, der Wysschaja Hockey-Liga.
Im Juni 2011 wechselte er innerhalb der KHL zum HK Jugra Chanty-Mansijsk, wo er in den folgenden vier Jahren unter Vertrag stand und seine Leistungen regelmäßig bestätigen konnte. Im Mai 2015 verließ er den HK Jugra und wurde vom HK Lada Toljatti unter Vertrag genommen.
In der Saison 2016/17 stand Magogin bei Sewerstal Tscherepowez unter Vertrag. Im Januar 2017 erlitt er infolge eines Zusammenpralls ein Schädel-Hirn-Trauma, musste die Saison beenden und ist seither vereinslos.

## KHL-Statistik
(Stand: Ende der Saison 2013/14)